# Tito–Sztálin-szakítás
A Tito–Sztálin-szakítás (vagy más néven jugoszláv–szovjet szakítás) a Josip Broz Tito vezette Jugoszlávia és a Sztálin vezette Szovjetunió politikai vezetése közötti konfliktus csúcspontja volt a második világháborút követő években. A konfliktus, bár mindkét fél ideológiai vitaként tüntette fel, legalább annyira volt a balkáni geopolitikai harc eredménye, amelyben Albánia, Bulgária és a görögországi kommunista felkelés játszott szerepet, amelyet Tito Jugoszláviája támogatott, a Szovjetunió pedig titokban ellenezte.
A második világháborút követő években Jugoszlávia olyan gazdasági, bel- és külpolitikai célokat követett, amelyek nem illeszkedtek a Szovjetunió és keleti blokkbeli szövetségeseinek érdekeihez. Jugoszlávia különösen abban reménykedett, hogy a szomszédos Albániát is csatlakoztathatja a Jugoszláv Föderációhoz. Ez bizonytalan légkört teremtett az albán politikai vezetésben, és fokozta a feszültségeket a Szovjetunióval, amely erőfeszítéseket tett az albán–jugoszláv integráció megakadályozására. A görögországi kommunista lázadóknak a Szovjetunió akarata ellenére történő jugoszláv támogatása tovább bonyolította a politikai helyzetet. Sztálin megpróbált nyomást gyakorolni Jugoszláviára és Bulgária közvetítésével mérsékelni annak politikáját. Amikor 1948-ban a Jugoszlávia és a Szovjetunió közötti konfliktus a felszínre került, annak érdekében, hogy elkerüljék a keleti blokkon belüli hatalmi harc nyilvánosságra jutását, ideológiai vitaként tüntették fel azt.
A szakadás vezette be a Jugoszláviai Kommunista Párton belül az informbürói tisztogatások időszakát. Ez a korábban a keleti blokktól függő jugoszláv gazdaság jelentős mértékű zavarával járt együtt. A konfliktus nemcsak egy közelgő szovjet inváziótól, hanem a magas rangú szovjet orientációjú katonai vezetők puccskísérletétől való félelmet is keltett, amelyet a szovjetek és szövetségeseik által szervezett határincidensek és betörések ezrei tápláltak. A Szovjetunió és a keleti blokk támogatásától megfosztott Jugoszlávia ezt követően gazdasági és katonai segítségért az Amerikai Egyesült Államokhoz fordult.

## Előzmények

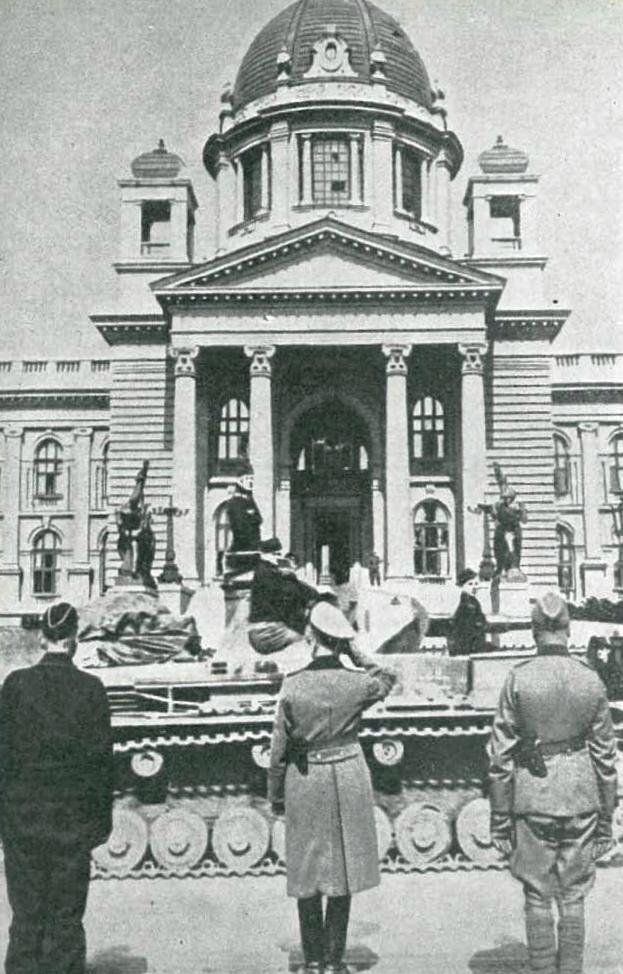
Német katonai parádé a megszállt Belgrádban 1941. április 14-én.

A második világháború idején a jugoszláv partizánvezér Tito és Sztálin valamint szövetségesei viszonyát két tényező tette bonyolulttá. Egyrészt Sztálinnak azon törekvése, hogy a szovjet befolyási övezetet a Szovjetunió határain túlra terjessze ki, másrészt a Tito-féle Jugoszláv Kommunista Párt (KPJ) és a II. Péter jugoszláv király vezette száműzetésben lévő jugoszláv kormány konfrontációja. A tengelyhatalmak 1941. április 6-án támadták meg a Jugoszláv Királyságot. Az ország 11 nappal később kapitulált, a kormány pedig külföldre menekült, és végül Londonba költözött. Az ország részeit a náci Németország, a fasiszta Olaszország, Bulgária és a Magyarország annektálta. A fennmaradó területet feldarabolták: nagy részén a Független Horvát Állam (NDH), mint a német és olasz erők által támogatott bábállam jött létre, míg a főváros, Belgrád a németek által megszállt területen maradt. A Molotov–Ribbentrop-paktumot továbbra is tiszteletben tartó Szovjetunió megszakította kapcsolatait a jugoszláv kormánnyal, és hírszerzési eszközeivel igyekezett új, a KPJ-től független kommunista szervezet felállítására az NDH-ban. A szovjetek csak 1941 szeptemberében – jóval a Szovjetunió elleni náci invázió kezdete után – a KPJ többszöri tiltakozása után vonták vissza az ilyen akciók támogatását.
1941 júniusában Tito tájékoztatta a Kominternt és Sztálint a megszállók elleni felkelési terveiről. Sztálin azonban problémásnak tartotta a kommunista jelképeknek Tito partizánjai általi használatát. Ennek oka az volt, hogy Sztálin úgy vélekedett az Egyesült Királysággal és az Egyesült Államokkal való szövetségéről, mint szükségszerűségre a „demokratikus szabadságjogokat” megsemmisítő tengelyhatalmakkal szemben. Ebből következően Sztálin úgy érezte, hogy a kommunista erők – még ha ideiglenesen is – kötelesek harcolni a demokratikus szabadságjogok helyreállításáért a németek által megszállt Európában. Jugoszláviában ez azt jelentette, hogy Sztálin azt várta, hogy a KPJ a száműzetésben lévő kormány hatalmának visszaállításáért harcoljon, miközben a Draža Mihailović, a jugoszláv hadreseg ezredese vezette csetnik gerillák már a jugoszláv monarchia helyreállítását folytatták harcukat. 1941 októberében Tito kétszer is találkozott Mihailovićtyal, hogy javasolja a közös harcot a tengelyhatalmak ellen. Tito felajánlotta neki a partizán erők vezérkari főnöki posztját, de Mihailović visszautasította az ajánlatot. A hónap végére Mihailović arra a következtetésre jutott, hogy a kommunisták az igazi ellenségei. Eleinte Mihailović csetnikjei egyszerre harcoltak a partizánokkal és a tengelyhatalmakkal, de hónapokon belül már elkezdtek együttműködni a tengellyel a partizánok ellen. Novemberben már a csetnikekkel harcoltak a partizánok, miközben Tito üzeneteket küldött Moszkvába, tiltakozva Mihailovićot dicsőítő szovjet propaganda ellen.

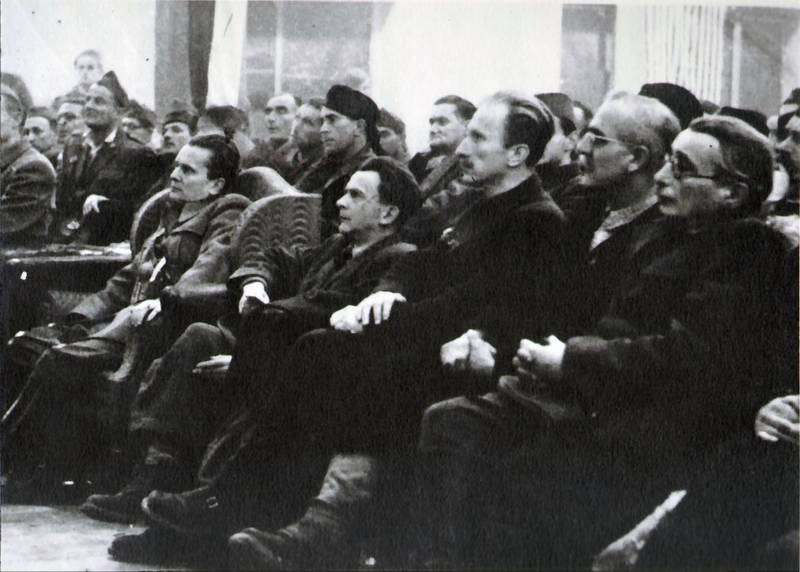
Josip Broz Tito, Josip Vidmar, Edvard Kocbek, Josip Rus és Moša Pijade az AVNOJ második ülésén 1943 novemberében Jajcában.

Tito 1943-ban Jugoszlávia Nemzeti Felszabadításának Antifasiszta Tanácsát (AVNOJ) egy teljes egészében összjugoszláv tanácskozó és törvényhozó testületté alakította át, mely elítélte a száműzetésben lévő kormányt, és megtiltotta Péter király visszatérését az országba. Ezek a döntések ellentétesek voltak a kifejezett szovjet tanácsokkal, amelyek arra utasították Titót, hogy ne alakítson ki ellentábort a száműzött uralkodóval és kormányával szemben. Sztálin ekkor éppen a teheráni konferencián volt, és a lépést a Szovjetunió elárulásának tekintette. 1944–1945-ben Sztálin újabb utasításokat küldött a kommunista vezetőknek, és az európai burzsoá politikusokkal való koalíciók létrehozására irányuló utasításait Jugoszláviában hitetlenkedéssel fogadták. Ezt a sokkot tovább erősítette, hogy Sztálin felfedte az ún. „százalékos megállapodást” a meglepett Edvard Kardeljnek, a jugoszláv ideiglenes kormány alelnökének. A Sztálin és a brit miniszterelnök, Winston Churchill az 1944-es moszkvai konferencia során felosztotta Kelet-Európát brit és szovjet befolyási övezetekre – Jugoszlávia felosztása egyenlő arányban történt a két hatalom között.

### A trieszti és karintiai területi viták
A háború utolsó napjaiban a partizánok elfoglalták Karintia egyes részeit Ausztriában, és megkezdték az előrenyomulást a háború előtti olasz területekre. Míg a nyugati szövetségesek azt hitték, hogy Sztálin inspirálta ezt a lépést, valójában ellenezte azt. Sztálin ugyanis féltette szovjetek által támogatott Renner-kormányt és attól tartott, hogy a szövetségesekkel egy szélesebb körű konfliktus alakul ki Trieszt miatt. Ezért Sztálin megparancsolta Titónak, hogy vonuljon ki Karintiából és Triesztből, a partizánok pedig eleget tettek ennek.
Ennek ellenére Jugoszlávia fenntartotta követeléseit Olaszországgal és Ausztriával szemben. Az Isztriai-félsziget északnyugati részén és Trieszt városa körül kialakult területi vita miatt 1947-ig elhalasztották a békeszerződést Olaszországgal, mely a független Trieszti Szabad Terület megalakulásához vezetett. Ez azonban nem elégítette ki Titót, mivel a Trieszt körüli határ és Karintia határainak felülvizsgálatát kérte, ami arra késztette a nyugati szövetségeseket, hogy csapatokat állomásoztassanak Triesztben, annak érdekében, hogy megakadályozzák a jugoszláv hatalomátvételt. Tito folyamatos ragaszkodását Trieszt megszerzéséhez Sztálin az Olasz Kommunista Párt megszégyenítésének is tekintette.

### Az 1945–1948-as kelet-európai politikai helyzet

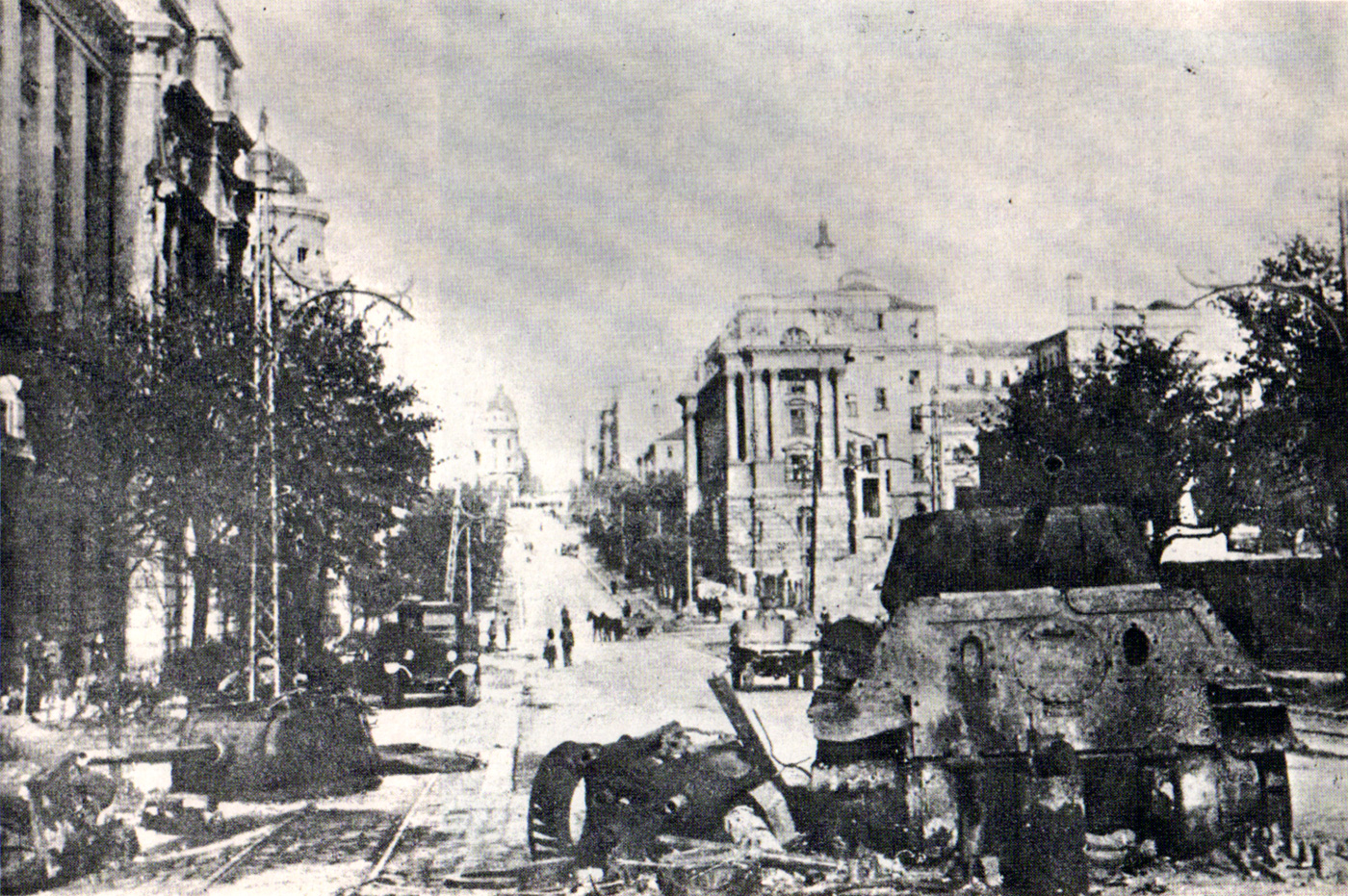
A Vörös Hadsereg a jugoszláv partizánok támogatásával visszafoglalja Belgrádot 1944 októberében.

Közvetlenül a második világháború után a Szovjetunió a Vörös Hadsereg által elfoglalt országokban, leginkább a kelet-európai országok koalíciós kormányainak létrehozásával igyekezett megteremteni politikai uralmát. Az egypárti kommunista uralmat általában nehéz volt megvalósítani, mert a kommunista pártok általában meglehetősen kicsik voltak. A kommunista vezetők ezt a stratégiai megközelítést általában átmeneti intézkedésnek tekintették addig, amíg a körülmények javulnak abba az irányba, hogy a körülmények a kommunista egyeduralmat lehetővé tegyék. Tito jugoszláviai partizánmozgalma és az albán Nemzeti Felszabadító Mozgalom korábbi tevékenysége miatt  KPJ és az Albán Kommunista Párt (PKSH) jelentős népszerűségnek örvendett. Míg Tito Jugoszláv Szövetségi Népköztársasága a háború utolsó hónapjaiban és a háború utáni első néhány évben szovjet befolyás alatt állt, Sztálin többször is a szovjet érdekszférán kívülinek nyilvánította, és szatelitállamként kezelte őket. A Kelet-Európa többi részével való kontraszt az 1944 októberi szovjet offenzíva előtt lett hangsúlyossá. Tito partizánjai támogatták az offenzívát, amely végül kiszorította a Wehrmachtot és szövetségeseit Észak-Szerbiából, és Belgrád felszabadításához vezetett. Tolbuhin marsall 3. Ukrán Frontjának hivatalos engedélyt kellett kérnie Tito ideiglenes kormányától Jugoszláviába való belépéshez, és a felszabadított területeken el kellett fogadnia a jugoszláv hatalmat.

## A romló kapcsolatok

### Az 1945-1947 közötti jugoszláv külpolitika

A Trieszti Szabad Terület névlegesen független terület volt, amelynek központja az adriai Trieszt városa volt. Olaszország és Jugoszlávia egyaránt igényelte, mely konfliktus forrása lett Jugoszlávia és a nyugati szövetségesek között. Felosztása előtt a terület A és B zónából állt, amelyeket a nyugati szövetségesek, illetve Jugoszlávia igazgattak. A jugoszláv övezetet végül felosztották Horvátország és Szlovénia között.

Amikor Tito 1945 áprilisában Moszkvában találkozott Sztálinnal, a Szovjetunió és Jugoszlávia barátsági szerződést írt alá. Annak ellenére, hogy a kommunista vagy szocialista társadalom létrehozásának módjai között különbségek voltak, a felek jó kétoldalú kapcsolatokat alakítottak ki. A legtöbb szomszédjával szembeni területi követelései miatt, beleértve Magyarországot, Ausztriát, és a Trieszti Szabad Területet, amelyet a háború előtti olasz területből választottak le, Sztálin 1945. január 10-én ésszerűtlennek nevezte Jugoszlávia külpolitikáját. Tito ezután beszédet mondott, amelyben kritizálta a Szovjetuniót, amiért nem támogatja területi követeléseit. A nyugati szövetségesekkel folytatott konfrontáció 1946 augusztusában csúcsosodott ki, amikor tíz nap alatt tíz embert elfogva és egy ötfős legénységet megölve, jugoszláv vadászrepülőgépek Ljubljana közelében leszállásra kényszerítették az Amerikai Egyesült Államok Légierejének egy Douglas C-47 Skytrain típusú teherszállító repülőgépét, egy másikat pedig Bled fölött lelőttek. A nyugati szövetségesek helytelenül azt hitték, hogy Sztálin bátorította Titót az ellenséges fellépésre; Sztálin azonban valójában el akarta kerülni a konfrontációt a Nyugattal.
Tito Jugoszlávia déli szomszédai – Albánia, Bulgária és Görögország – felett is regionális dominanciát kívánt kialakítani. Az első ilyen irányú lépések 1943-ban történtek, amikor az egyes nemzeti partizánegységek akcióinak koordinálására létrehozandó regionális parancsnokságra vonatkozó javaslata meghiúsult. Tito, aki a partizánok jugoszláv összetevőjét felsőbbrendűnek tekintette, elutasította, hogy olyan rendszert alakítsanak ki, amely más nemzeti alkotóelemeknek is egyenlő beleszólást biztosítana. A háború előtti Macedónia felosztása Vardar, Pirin és Égei-tengeri Macedónia részekre – Jugoszlávia, Bulgária, ill. Görögország között – tovább bonyolította a regionális kapcsolatokat. A jugoszláviai Koszovó régióban élő jelentős számú albán etnikai lakosság jelenléte szintén tovább akadályozta a kapcsolatokat. 1943-ban a PKSH Koszovó Albániának való átadását javasolta, de egy ellenjavaslattal kellett szembesülnie, mely Albániának a szövetségi Jugoszláviába történő beépítésére vonatkozott. Tito és a PKSH első titkára Enver Hoxha 1946-ban újra megvizsgálta a javaslatot, és megállapodott a két ország egyesítésében.
A háború után Tito továbbra is uralkodott a régióban. 1946-ban Albánia és Jugoszlávia egyezményt írt alá a kölcsönös segítségnyújtásról és a vámszerződésekről, amely szinte teljesen integrálta Albániát a jugoszláv gazdasági rendszerbe. Közel ezer jugoszláv gazdaságfejlesztési szakértőt küldtek Albániába, és a PKSH Központi Bizottságába egy KPJ-képviselőt is beépítettek. A két ország hadserege is együttműködött, legalábbis a Korfui incidens során 1946 októberében – amikor a Korfui-csatornában albán felségvizeken áthaladó két brit rombolót tengeri aknákkal megrongáltak, mely összesen 44 halottat és 42 sebesültet okozott. Annak ellenére, hogy a Szovjetunió korábban jelezte, hogy Albániával csak Jugoszlávián keresztül fog bánni, Sztálin óva intette a jugoszlávokat, hogy ne törekedjenek sietve az egyesülésre.
1947 augusztusában Bulgária és Jugoszlávia barátsági és kölcsönös segítségnyújtási szerződést írt alá Bledben anélkül, hogy a Szovjetunióval egyeztettek volna, és Vjacseszlav Molotov szovjet külügyminiszter ezt felmondta. Ennek ellenére, amikor szeptemberben a nemzetközi kommunista tevékenység és kommunikáció elősegítésére a Kominform megalakult, a szovjetek Jugoszláviát nyíltan úgy említették, mint minta a keleti blokk számára. 1946-tól a belgrádi szovjet nagykövetség belső jelentései már egyre kedvezőtlenebb képpel kezdték ábrázolni a jugoszláv vezetőket.

### Integráció Albániával és a görög felkelők támogatása

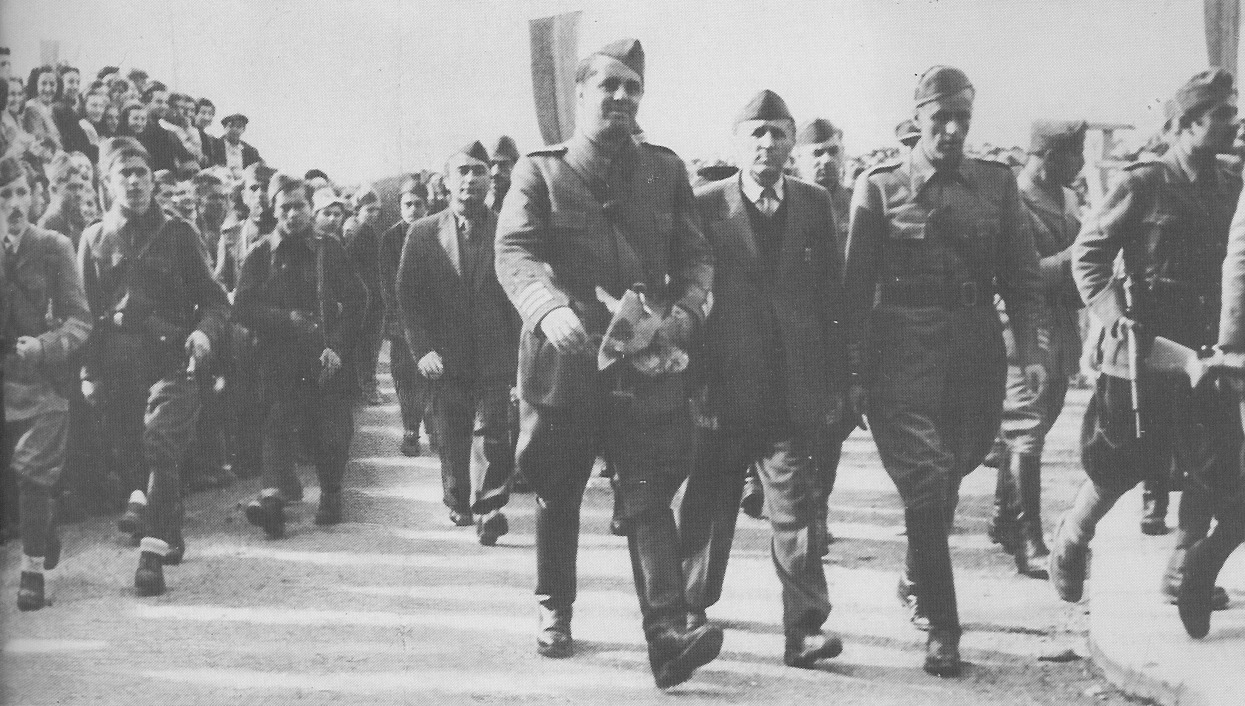
A partizánok bevonulása Tiranába 1944. november 28-án.

A Szovjetunió 1947 közepén kezdte el saját tanácsadóit küldeni Albániába, amiben Tito fenyegetést látott Albánia további Jugoszláviához való integrációjára vonatkozóan. A lépést a PKSH Központi Bizottságán belüli hatalmi harcnak tulajdonította, amelyben Hodzsa, Koçi Xoxe belügyminiszter, valamint Naco Spiru gazdasági és ipari miniszter vett részt. Spirut a Jugoszláviához fűződő kapcsolatok legfőbb ellenzőjének tekintették, aki Albánia és a Szovjetunió közötti kapcsolatok szorosabbra fűzését szorgalmazta. Jugoszláv vádak hatására és Xoxe ösztönzésére Hodzsa vizsgálatot indított Spiru ellen. Néhány nappal később Spiru tisztázatlan körülmények között meghalt; halálát hivatalosan öngyilkosságnak nyilvánították. Spiru halálát követően jugoszláv és szovjet diplomaták és tisztviselők sorra tartottak találkozót az integráció ügyében, mely egy találkozóval zárult Sztálin és a KPJ tisztviselője Milovan Đilas között 1947 decemberében és 1948 januárjában. Ennek eredményeként Sztálin támogatta Albánia Jugoszláviához való integrációját feltéve, hogy azt egy alkalmasabb időre elhalasztják és az albánok beleegyezésével hajtják végre. Még mindig nem világos, hogy Sztálin őszintén támogatta-e, vagy csak halogató taktikát követett. Đilas ettől függetlenül őszintén érzékelte Sztálin támogatását.

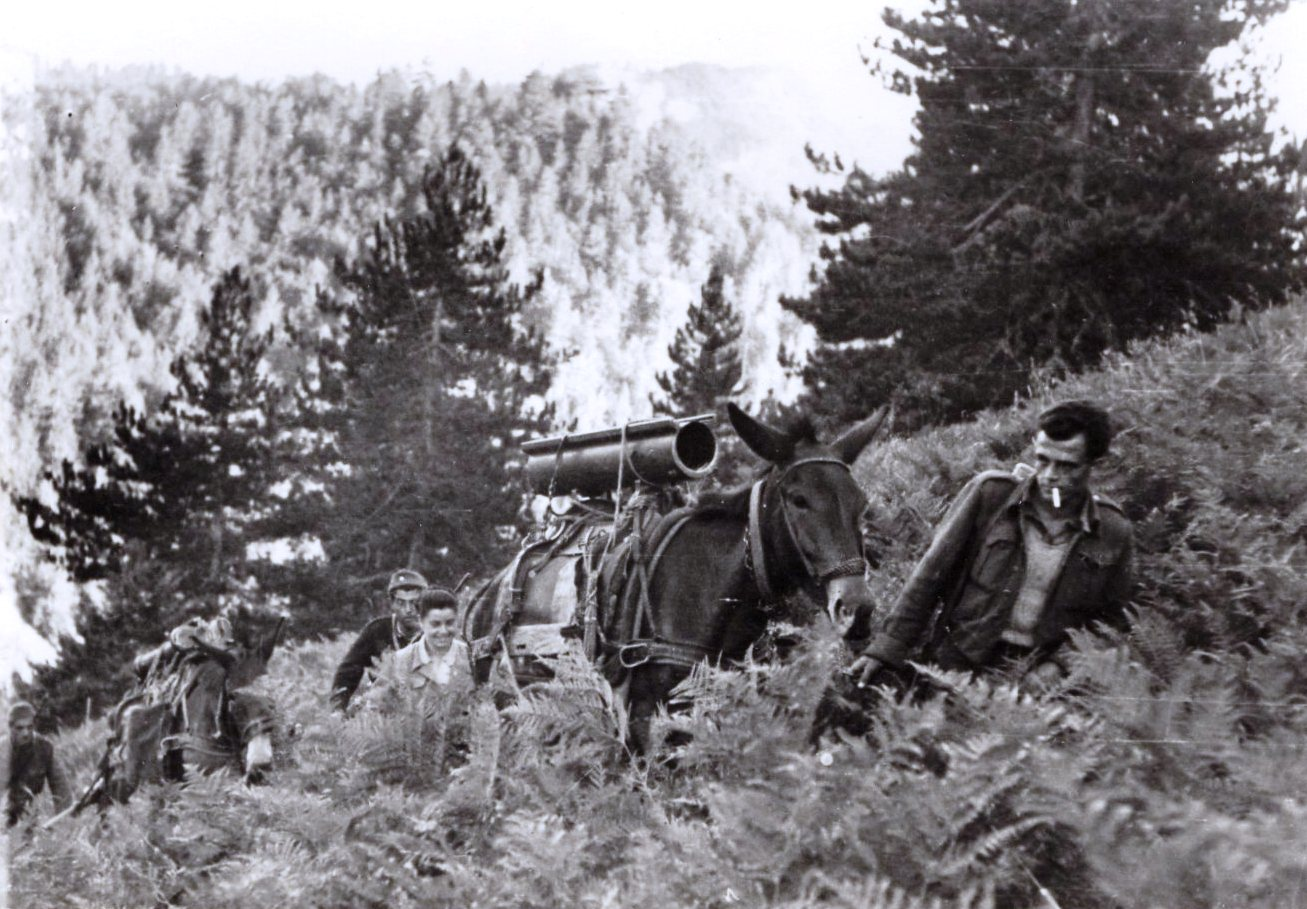
Görögországi Demokratikus Hadsereg harcosai a görög polgárháborúban.

A Görögországi Kommunista Párt (KKE) és a KKE vezette Görögországi Demokratikus Hadsereg (DSE) jugoszláv támogatása a görög polgárháborúban közvetve ösztönözte az albánok támogatását a Jugoszláviával való szorosabb kapcsolatokra. A görögországi polgárháború megerősítette az albánok azt a felfogását, hogy a jugoszláv és az albán határt Görögország fenyegeti. Közben az Egyesült Államok hírszerzési művelete zajlott az országban. 1947-ben tizenkét, a brit titkoszolgálat által kiképzett ügynököt dobtak le Albánia középső részén, hogy felkelést szítsanak, ami nem valósult meg.  A jugoszlávok abban reménykedtek, hogy a vélt görög fenyegetés növeli az albánok támogatását a Jugoszláviával való integrációhoz. Az albániai szovjet küldöttek sikeresnek ítélték azt az erőfeszítést, amely az albánokban a görögöktől való félelmet, valamint azt a felfogást táplálta, hogy Albánia nem tudja egyedül megvédeni magát, bár szovjet források jelezték, hogy nem jelent tényleges fenyegetést Albániára a görög invázió. Tito úgy gondolta, hogy mivel sok DSE-harcos macedón etnikai származású, együttműködik a DSE-vel, mely lehetővvé teheti Jugoszláviának az Égei-tengeri Macedóniába való terjeszkedés révén görög területek annektálását, még akkor is, ha a DSE-nek nem sikerül átvennie a hatalmat.
Röviddel Đilas és Sztálin találkozása után Tito azt javasolta Hodzsának, hogy Albánia engedélyezze Jugoszláviának, hogy katonai támaszpontokat használhasson Korça közelében, közel az albán–görög határhoz, hogy védekezhessen egy esetleges görög és angol–amerikai támadás ellen. Január végére Hoxha elfogadta az ötletet. Ezenkívül Xoxe jelezte, hogy jóváhagyták az albán és a jugoszláv hadsereg integrációját. Bár az ügyet állítólag titokban bonyolították le, a szovjetek az albán kormány egyik forrásától értesültek a tervről.

### A szövetség kérdése Bulgáriával

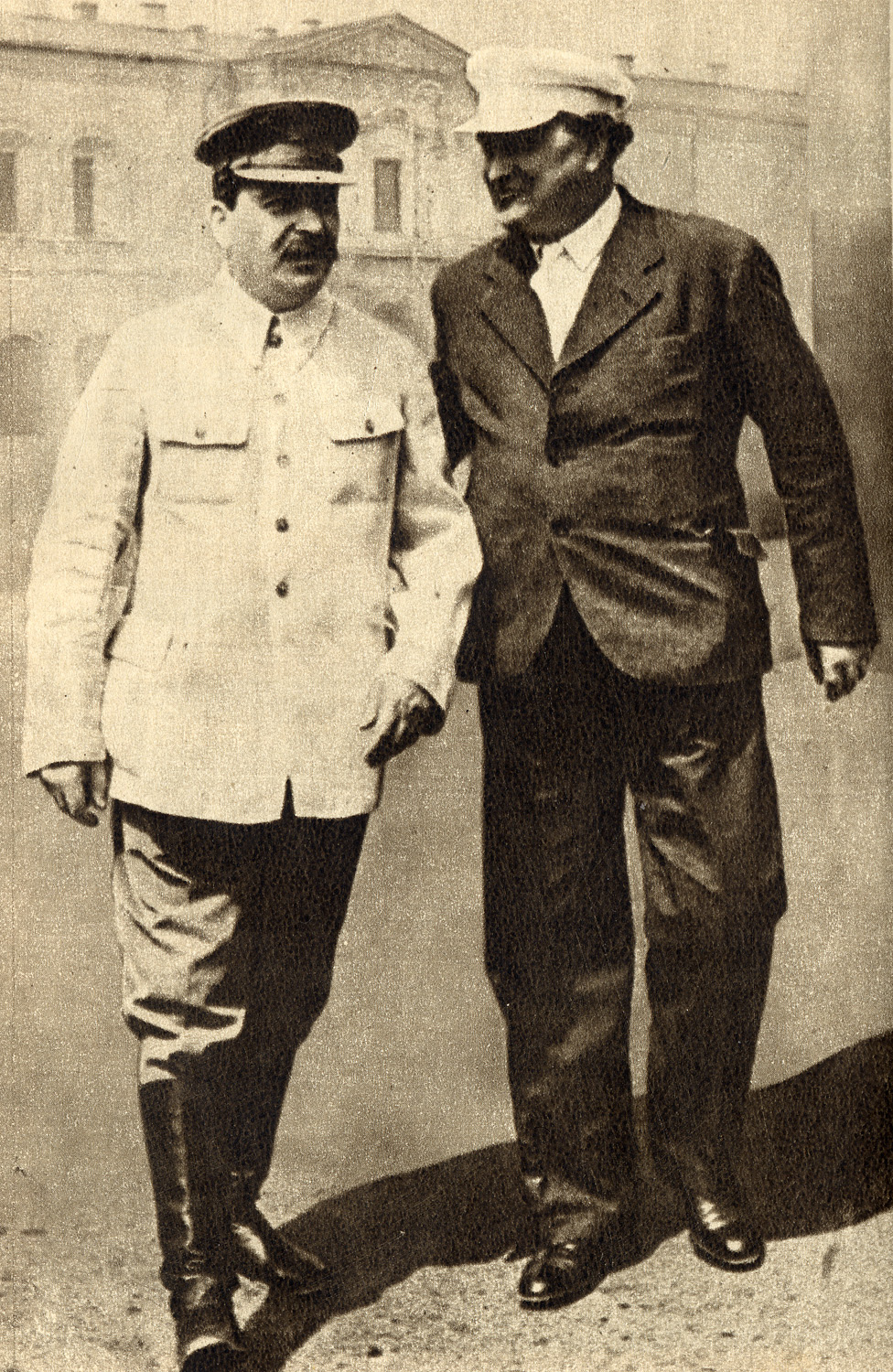
Sztálin és Dimitrov 1936-ban.

1944 végén Sztálin először egy dualista állam mintájára létrehozandó jugoszláv–bolgár föderációt javasolt, ahol Bulgária lenne a föderáció egyik fele, a másik pedig Jugoszlávia (köztársaságaira osztva). A jugoszláv álláspont az volt, hogy lehetséges a föderáció, de csak akkor, ha Bulgária lesz a hét szövetségi egység egyike, és ha Pirin Macedóniát átengedik a születőben lévő jugoszláv Macedón Szocialista Köztársaságnak. Mivel a két fél nem tudott megegyezni, Sztálin 1945 januárjában választottbírósági eljárásra hívta őket Moszkvába – először a bolgár álláspontot támogatva –, majd napokkal később átállt a jugoszláv álláspontra. Végül január 26-án a brit kormány óva intette a bolgár hatóságokat a Jugoszláviával kötendő föderációs megállapodásoktól, mielőtt Bulgária békeszerződést írna alá a szövetségesekkel. A szövetség gondolatát – Tito megkönnyebbülésére – végül félretették.
Három évvel később, 1948-ban, amikor Tito és Hodzsa a Jugoszláv Néphadsereg Albániába történő bevetésére készült, a Bolgár Munkáspárt vezetője Georgi Dimitrov nyugati újságíróknak beszélt a keleti blokk szövetségi szervezetté alakításáról. Ezután Görögországot is megemlítette a „népi demokráciák” listáján, ami nyugaton és a Szovjetunióban is aggodalmat keltett. Tito igyekezett elhatárolni Jugoszláviát az ötlettől, de a szovjetek azt hitték, hogy Dimitrov megjegyzéseit Jugoszlávia balkáni szándékai befolyásolták. 1948. február 1-jén Molotov utasította a jugoszláv és bolgár vezetőket, hogy február 10-ig küldjenek képviselőket Moszkvába megbeszélésekre. Néhány nappal a tervezett időpont előtt, február 5-én, a DSE megkezdte általános offenzíváját, és négy nappal később már ágyúzta Szalonikit.

### Az 1948 februári találkozó Sztálinnal
Molotov felszólítására Tito elküldte Kardeljt és Vladimir Bakarićot a Horvát Népköztársaság Végrehajtó Tanácsának elnökét Moszkvába, ahol csatlakoztak Đilashoz. Sztálin szidta Jugoszláviát és Dimitrovot, amiért a bledi megállapodás aláírásával figyelmen kívül hagyták a Szovjetuniót, illetve Dimitrov felhívásáért, hogy vonják be Görögországot egy hipotetikus föderációba Bulgáriával és Jugoszláviával. A görögországi felkelés leállítását is követelte, azzal érvelve, hogy a kommunista gerillák további támogatása az Egyesült Államokkal és az Egyesült Királysággal szélesebb körű konfliktushoz vezethet. Támogatását a DSE-re korlátozva Sztálin ragaszkodott a százalékokról szóló megállapodáshoz, amely egy informális alku volt Sztálin és Winston Churchill között, melyet 1944 októberében Moszkvában kötött, és amely Görögországot a brit befolyási övezetbe helyezte.

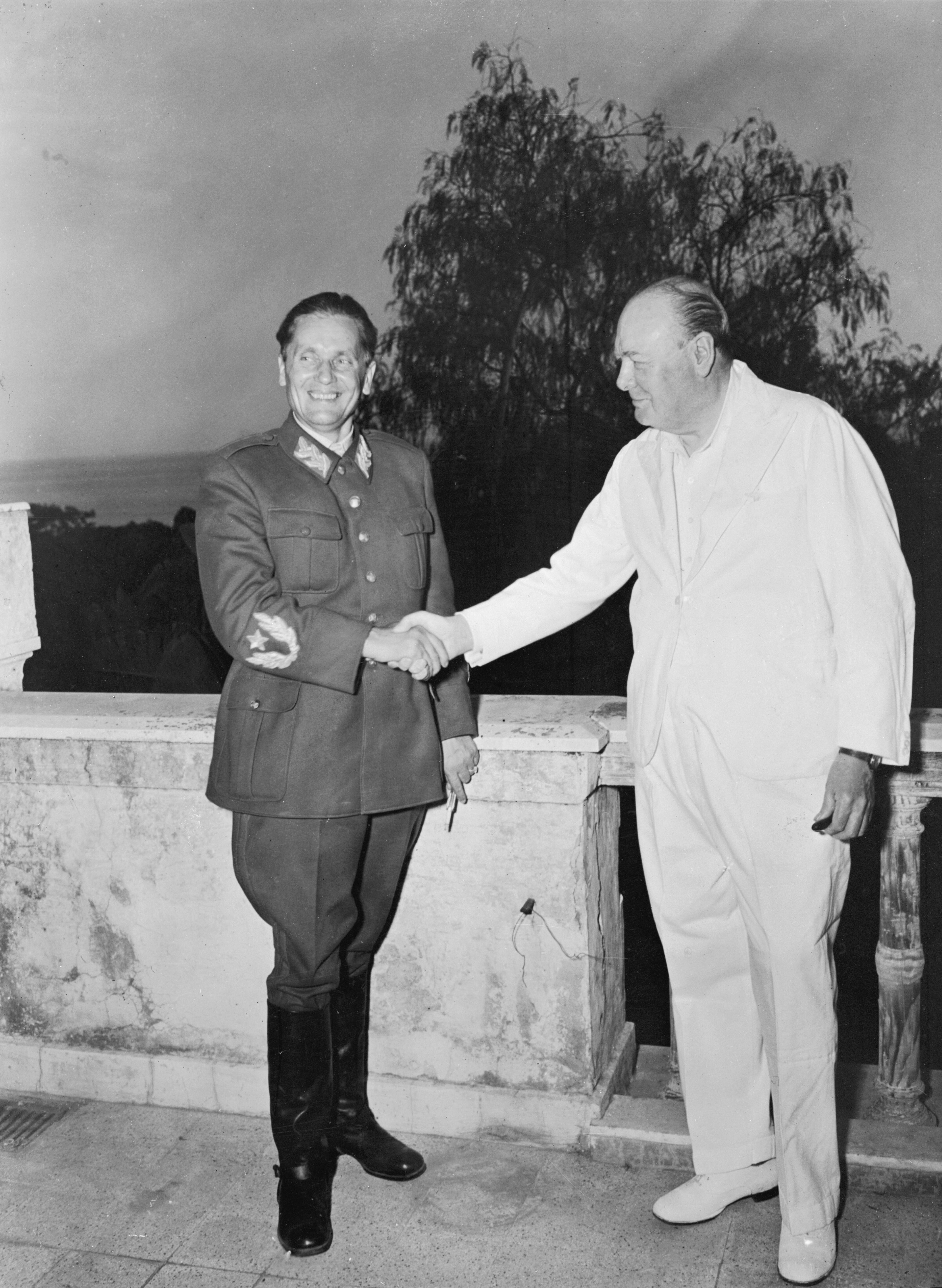
Tito és Churchill 1944-ben.

Sztálin Bulgáriából és Jugoszláviából álló azonnali föderációt követelt. Sztálin szerint Albánia később csatlakozna hozzájuk. Egyúttal támogatását fejezte ki Magyarország és Románia, valamint Lengyelország és Csehszlovákia hasonló egyesülési tervei iránt. A találkozó jugoszláv és bolgár résztvevői elismerték a tévedéseket, Sztálin pedig kötelezte Kardeljt és Dimitrovot egy szerződés aláírására, amely arra kötelezi Jugoszláviát és Bulgáriát, hogy minden külpolitikai kérdésben konzultáljanak a Szovjetunióval. A KPJ Politikai Bizottsága február 19-én titokban találkozott, és úgy döntött, hogy nem köt szövetséget Bulgáriával. Két nappal később Tito, Kardelj és Đilas találkozott Nikosz Zachariadisszel, a KKE főtitkárával. Tájékoztatták Zachariadiszt, hogy Sztálin ellenzi a KKE fegyveres harcát, de ennek ellenére folyamatos jugoszláv támogatást ígértek.
A KPJ Központi Bizottsága március 1-jén ülésezett, és megállapította, hogy Jugoszlávia csak akkor marad független, ha ellenáll a keleti blokk gazdasági fejlődését célzó szovjet terveknek. A Szovjetunió kedvezőtlenül ítélte meg a jugoszláv ötéves fejlesztési tervet, mert az nem igazodott a keleti blokk igényeihez, hanem kizárólag a helyi fejlesztési szükségleteken alapuló fejlesztést helyezte előtérbe. A Központi Bizottság azt trójai faló taktikaként értelmezve, a Bulgáriával való föderáció lehetőségét is elvetette, és úgy döntött, hogy folytatja a meglévő, Albániával kapcsolatos politikát. A politikai bizottság tagja és a kormány minisztere Sreten Žujović, aki nem volt jelen a február 19-i ülésen, részt vett a március 1-jei ülésen, és erről tájékoztatta a szovjeteket.
Albániában Xoxe a február 26–március 8-i plénumon PKSH Központi Bizottságát minden jugoszlávellenes erőtől megtisztította. A PKSH Központi Bizottsága határozatot fogadott el, amely szerint az albán hivatalos politika jugoszlávbarát lett. Az albán hatóságok egy további titkos dokumentumot fogadtak el, amely hivatkozva a görög invázió veszélyére, azzal érvelt, hogy a jugoszláv csapatokra az albán-görög határon „sürgős szükség” volt, és részletezte az albán és a jugoszláv hadsereg tervezett egyesülését. Ezekre a lépésekre válaszul a szovjet katonai tanácsadókat március 18-án kivonták Jugoszláviából.

## Sztálin levelei és a konfliktus kirobbanása

### Az első levél

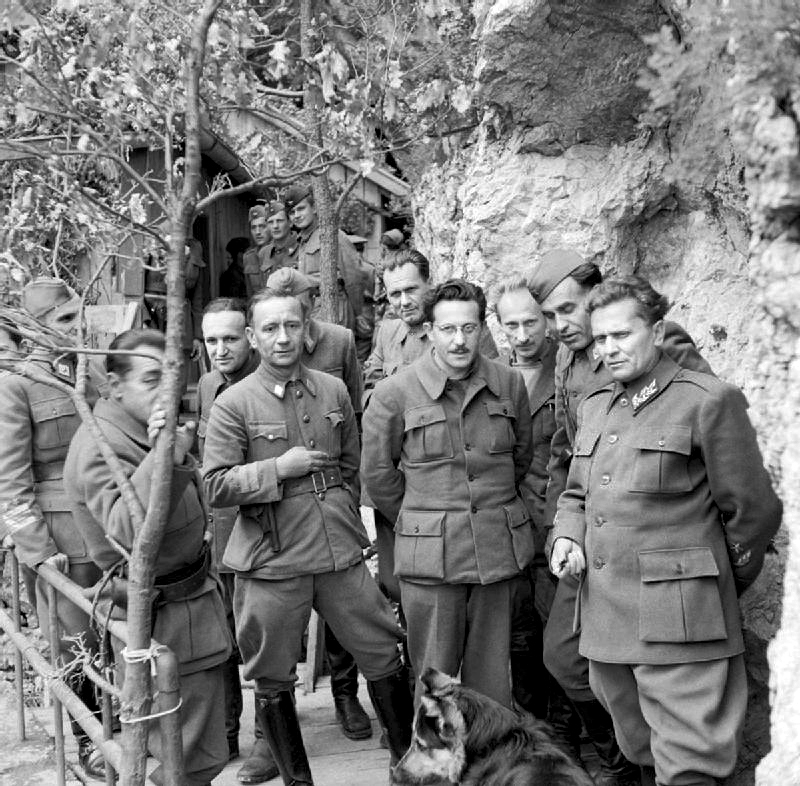
Tito és vezérkara 1944-ben a hegyekben, balról jobbra elöl: Vladislav Ribnikar, Sulejman Filipović, Edvard Kardelj, Tito; hátsó sor: Arso Jovanović, Vladimir Bakarić, Radonja Golubović, Rodoljub Čolaković, Edvard Kocbek, és Tito mellett Sreten Žujović.

Sztálin március 27-én küldte el első levelét Titónak és Kardeljnak, amelyben a konfliktust ideológiaiként fogalmazta meg. Sztálin levelében Đilashoz, Svetozar Vukmanovićhoz, Boris Kidričhez és Aleksandar Rankovićhoz hasonlóan Titót és Kardeljt is „kétséges marxistáknak” nevezte, akik felelősek a jugoszláviai szovjetellenes légkörért. Sztálin bírálta a jugoszláv biztonsági, gazdasági és politikai kinevezések politikáját is. Különösen azt az állítást nehezményezte, hogy Jugoszlávia forradalmibb lenne a Szovjetuniónál, párhuzamot vonva a Lev Trockij által betöltött pozíciókkal és annak sorsával. A levél célja az volt, hogy a lojális kommunistákat a „kétséges marxisták” eltávolítására buzdítsa. A szovjetek állandó kapcsolatot tartottak fenn Žujovićtyal és a volt ipari miniszterrel Andrija Hebranggal, és Sztálin 1948 elején utasította is Žujovićot, hogy mentesse fel Titót hivatalából. A szovjetek abban reménykedtek, hogy ezzel Žujovićnak biztosítják a KPJ főtitkári posztját, míg Jugoszlávia miniszterelnöki posztját Hebranggal töltik be.
Tito április 12-én összehívta a KPJ Központi Bizottságát, hogy levelet állítson össze Sztálinnak. Tito visszautasította Sztálin állításait, és rágalmazásnak és félretájékoztatásnak nevezte őket. Kiemelte a KPJ-nak nemzeti függetlenség és egyenlőség terén elért eredményeit is. A találkozón Žujović volt az egyetlen, aki szembeszállt Titóval. Támogatta Jugoszláviának Szovjetunió részévé tételét, és megkérdőjelezte az ország jövőbeli pozícióját a nemzetközi kapcsolatokban, ha nem tartják fenn a szövetséget a két ország között. Tito fellépésre szólított fel Žujović és Hebrang ellen. Elítélte Hebrangot, azt állítva, hogy az ő tettei voltak a szovjet bizalmatlanság elsődleges okai. Hebrang elhiteltelenítésére vádakat koholtak, miszerint Hebrang 1942-es fogsága során a horvát ultranacionalista és fasiszta Usztasa mozgalom kémjévé vált, és ezt követően a szovjetek megzsarolták ezzel az információval. Žujovićot és Hebrangot is egy héten belül őrizetbe vették.

### A második levél
Május 4-én Sztálin elküldte második levelét is a KPJ-nek. Tagadta, hogy a szovjet vezetést félretájékoztatták volna a jugoszláviai helyzetről, és azt állította, hogy a nézeteltérések elvi kérdésekről szólnak. Azt is tagadta, hogy Hebrang szovjet ügynök lenne a KPJ-ben, de megerősítette, hogy Žujović valóban az. Sztálin megkérdőjelezte a KPJ eredményeinek mértékét, és azt állította, hogy bármely kommunista párt sikere a Vörös Hadsereg segítségén múlik – ami arra utal, hogy a szovjet hadsereg elengedhetetlen ahhoz, hogy a KPJ megtarthassa a hatalmát. Végül azt javasolta, hogy vigyék az ügyet a Kominform elé. Tito és Kardelj a második levélre adott válaszukban elutasították a Kominform választottbírósági eljárását, és Sztálint azzal vádolták, hogy más kommunista pártokban lobbizva befolyásolja a vita kimenetelét.

### A harmadik levél és a Kominform állásfoglalása

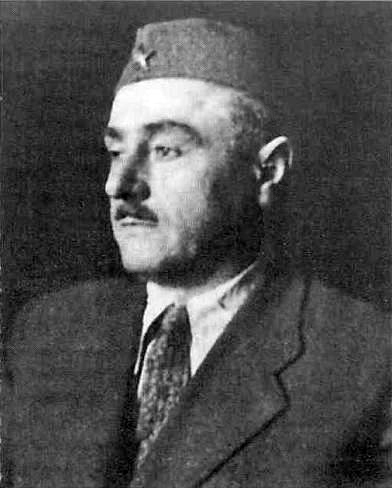
Andrija Hebrang

Május 19-én Tito és a jugoszláv delegáció meghívást kapott, hogy vegyen részt egy Kominform-találkozón, hogy megvitassák a KPJ-vel kapcsolatos helyzetet. A KPJ Központi Bizottsága azonban másnap elutasította a meghívást. Sztálin ezután elküldte harmadik levelét, immár Titónak és Hebrangnak címezve, és kijelentette, hogy ha nem beszél a KPJ nevében a Kominform előtt, az a bűnösség hallgatólagos beismerését jelenti. Június 19-én a KPJ hivatalos meghívást kapott a két nappal későbbi bukaresti Kominform-találkozóra, a KPJ vezetése pedig tájékoztatta a Kominformot, hogy nem küldenek küldötteket.
A Kominform június 28-án tette közzé a KPJ-ről szóló állásfoglalását, amelyben leleplezi a konfliktust, és kritizálja a KPJ-t a szovjetellenesség és az ideológiai hibák, a párt demokrácia hiánya és a kritika elfogadásának képtelensége miatt. Sőt, a Kominform a KPJ-t a szervezeten belüli pártokkal való szembefordulással, az egyesült szocialista frontból való kiválással, a dolgozók nemzetközi szolidaritásának elárulásával és a nacionalista álláspont felvállalásával vádolta. Végül a KPJ-t kizárták a Kominformból. Az állásfoglalásban – arra számítva, hogy ezt kizárólag Sztálin karizmája miatt elérik majd – azt állította, hogy a KPJ-nek vannak „egészséges” tagjai, akiknek lojalitása azon lesz mérhető, hogy hajlandóak-e megdönteni Titót és vezérkarát. Sztálin azt várta, hogy a KPJ meghátrál, feláldozza a „kétes marxistákat”, és újra hozzá igazodik.

## Következmények

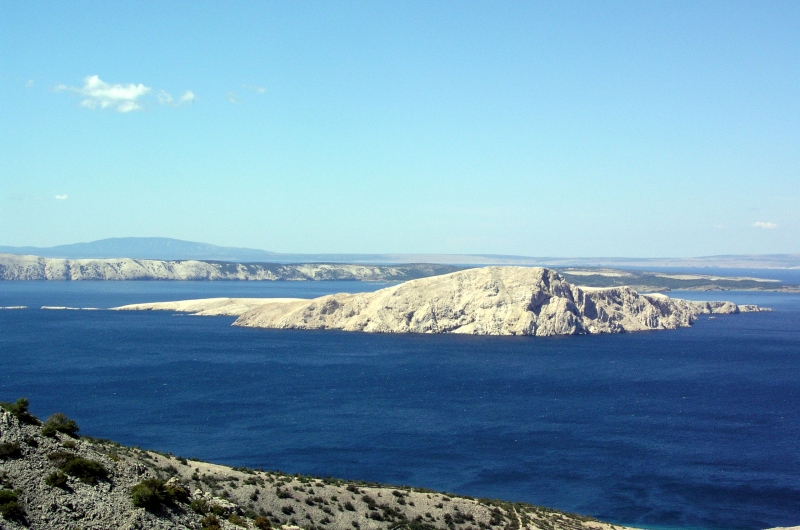
Goli otok szigete, ahol fogolytábort építettek, hogy fogva tartsák azokat, akiket a Szovjetuniótól való szétválás után Sztálin támogatásáért ítéltek el.

A két választás közül, hogy ellenáll-e vagy aláveti magát Sztálinnak, valószínűleg a KPJ-nek a partizánmozgalom révén felépített, széleskörű társadalmi bázisára számítva, mely támogatta őt, Tito az előbbit választotta. Becslések szerint azonban a KPJ tagságának akár 20 százalékát is elérte azok száma, akik Tito helyett Sztálint támogatták. A párt vezetése észrevette ezt, és nyomban széles körű tisztogatásokba kezdett, amelyek messze túlmutattak a leglátványosabb célpontokon, Hebrangon és Žujovićon. Ezeket a tisztogatásokat Jugoszláviában „Informbüro-időszakként”, vagy „Kominform-időszakként” emlegették. Sztálin valós vagy vélt támogatóit „kominformistáknak”, illetve pejoratív inicializmusként a Kominform – a Kommunista és Munkáspártok Tájékoztató Irodája – hivatalos nevében levő első két szó alapján, „ibeovciknak” nevezték. Ezreket zártak be, öltek meg vagy száműztek. Ranković szerint 51 000 embert öltek meg, zártak börtönbe vagy ítéltek kényszermunkára. 1949-ben a lakatlan adriai szigeteken, Goli otokon, illetve Sveti Grguron speciális célú fogolytáborokat építettek férfi és női kominformisták számára.

### Amerikai segély Jugoszláviának

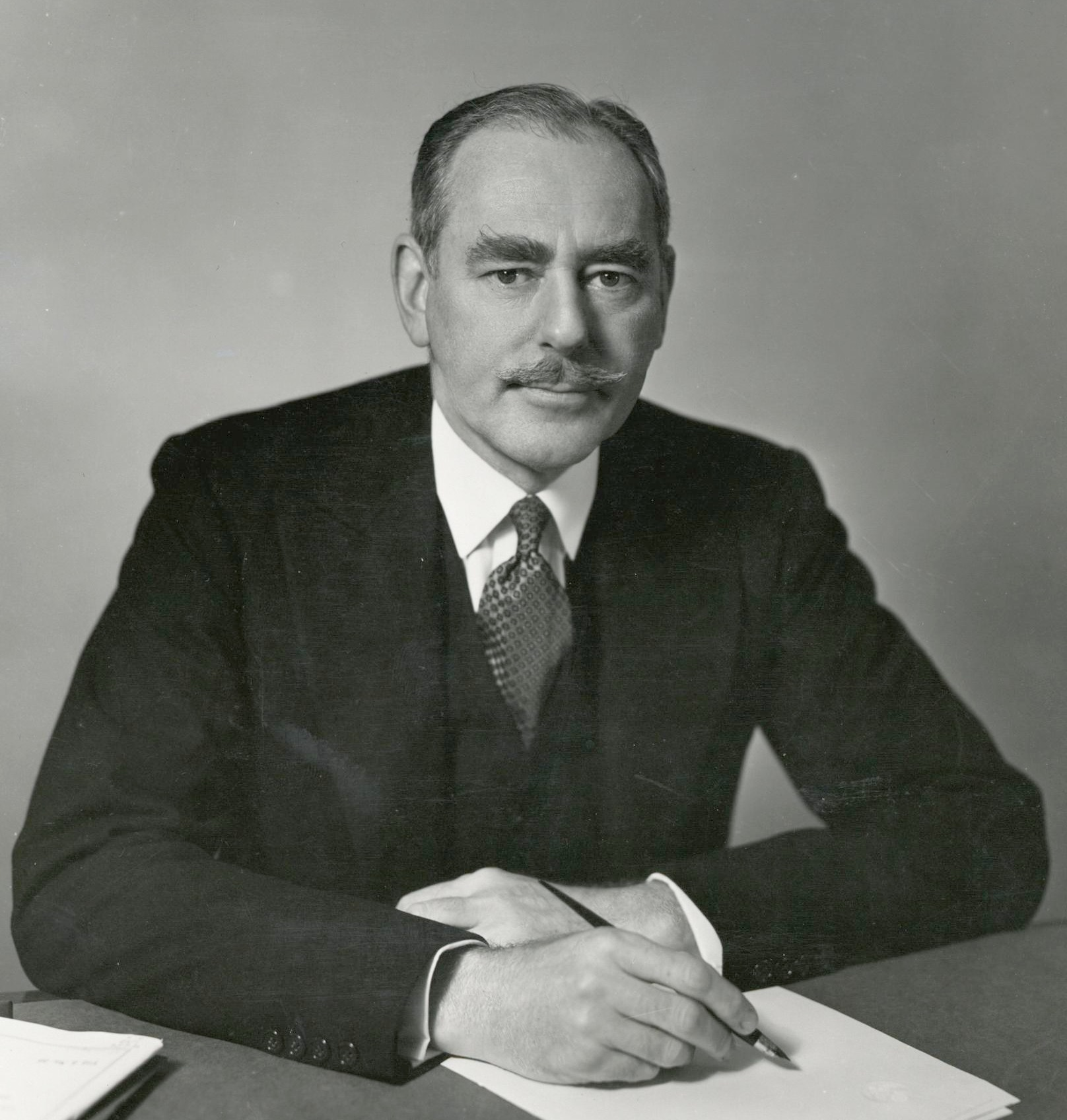
Dean Acheson külügyminiszter, aki felismerte, hogy az Egyesült Államok érdeke, hogy segítséget nyújtson Titónak a hidegháború első éveiben.

Jugoszlávia a szakítás következtében jelentős gazdasági nehézségekkel szembesült, mivel tervgazdasága a Szovjetunióval és a keleti blokkkal folytatott akadálytalan kereskedelemtől függött. A Szovjetunióval szembeni háborútól való félelem a katonai kiadások magas szintjét eredményezte, mely 1952-ben a nemzeti jövedelem 21,4 százalékára emelkedett. A megosztottságra az Egyesült Államok lehetőségként tekintett a hidegháborús győzelem megszerzésére, de óvatos megközelítést alkalmazott, mivel nem volt biztos abban, hogy a szakadás tartós lesz-e, illetve nem változik-e meg később a jugoszláv külpolitika. Jugoszlávia először 1948 nyarán kért segítséget az Egyesült Államoktól. Decemberben Tito bejelentette, hogy a megnövekedett kereskedelem fejében stratégiai nyersanyagokat szállítanak Nyugatra. 1949 februárjában az Egyesült Államok úgy döntött, hogy gazdasági segítséget nyújt Titónak. Cserébe az Egyesült Államok követelte a DSE-nek nyújtott jugoszláv segítség leállítását, amikor Jugoszlávia belső helyzete lehetővé teszi ezt a lépést anélkül, hogy Tito pozícióját veszélyeztetné. Végül Dean Acheson külügyminiszter arra az álláspontra helyezkedett, hogy a jugoszláv ötéves tervnek sikerülnie kell, ha Tito győzni akar Sztálinnal szemben. Acheson azzal is érvelt, hogy függetlenül Tito rendszerének természetétől, Tito támogatása az Egyesült Államok érdeke. Az amerikai segély segített Jugoszláviának leküzdeni az 1948-as, 1949-es és 1950-es rossz termés okozta gazdasági visszaesést, de ezzel együtt 1952 előtt az országban szinte nem is volt gazdasági növekedés. A szovjet ellenállás ellenére, Tito az Egyesült Államok támogatását ahhoz is megkapta, hogy 1949-ben Jugoszlávia sikeresen pályázzon az Egyesült Nemzetek Biztonsági Tanácsának egyik helyére. 1949-ben az Egyesült Államok kölcsönöket nyújtott Jugoszláviának, ezt 1950-ben megemelte, majd nagy összegű támogatásokat nyújtott az országnak. A jugoszlávok kezdetben abban a hitben, hogy ez ürügyet adhat a szovjeteknek az invázióra, elkerülték, hogy katonai segítséget kérjenek az Egyesült Államoktól. 1951-re azonban a jugoszláv hatóságok meggyőződtek arról, hogy függetlenül a nyugati katonai segítségtől, a szovjet támadás elkerülhetetlen. Következésképpen Jugoszlávia bekerült a Kölcsönös Védelmi Segítségnyújtási Programba.

### Szovjet akciók és a katonai puccs

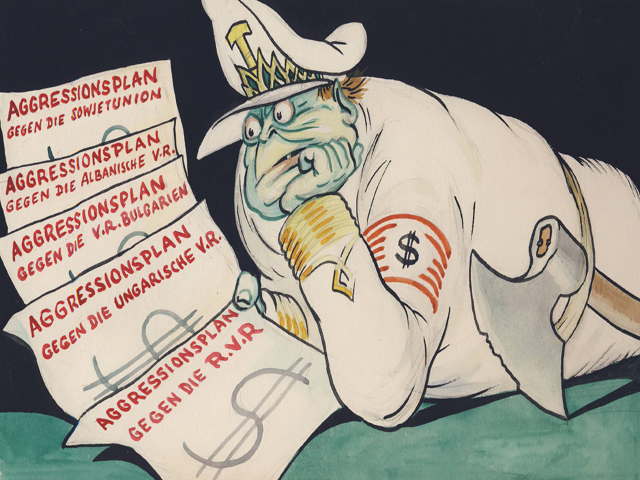
Propaganda rajz, amelyet a Német Demokratikus Köztársaság egyik művésze ajánlott fel Gheorghe Gheorghiu-Dej román kommunista vezetőnek, ez utóbbi 50. születésnapjára. A cím románul: În loc de un plan cincinal, cinci planuri anale ("Ötéves terv helyett öt évi terv"). A képen Tito "a hentes", a lázadó jugoszláv diktátor látható, aki náci stílusú karszalagot visel dollár szimbólummal (állítólagos amerikai finanszírozás). A szimbólum megismétlődik az általa tartott öt „tervben”. A lapok pirossal vannak megírva, német szalagcímekkel: Aggressionsplan gegen die Sowjetunion ("Agresszió terve a Szovjetunió ellen"); Agressionsplan gegen die Albanische V.R. ("... Albán Népköztársaság"); Agressionsplan gegen die V.R. Bulgarien ("... Bolgár Népköztársaság"); Agressionsplan gegen die Ungarische V.R. ("... Magyar Népköztársaság"); Agressionsplan gegen die R.V.R. ("... Román Népköztársaság").

Amikor 1948-ban a konfliktus nyilvánosságra került, Sztálin propagandahadjáratba kezdett Tito ellen. A Szovjetunió szövetségesei blokád alá vették Jugoszláviával közös határaikat, miközben 7877 határincidens történt. 1953-ra a szovjet vagy a szovjet támogatású betörések a jugoszláv biztonsági erők 27 tagjának halálát okozták. Nem világos, hogy a szakítás után a szovjetek terveztek-e katonai beavatkozást Jugoszlávia ellen. Király Béla vezérőrnagy, aki 1956-ban disszidált az Egyesült Államokba, azt állította, hogy léteztek ilyen tervek. Ritter László magyar történész későbbi kutatásai vitatták Király állítását.  Ritter a szovjet archívumok, illetve a Varsói Szerződés ilyen terveket dokumentáló archív anyagának hiányára alapozta véleményét hozzátéve, hogy a tervek szerint szovjet és a magyar hadsereg a nyugati szövetségesek támadására számított. Jugoszlávián keresztül, potenciálisan jugoszláv erők által támogatott. Az előkészületek egyik fő összetevője az erődítmények nagyszabású építése volt a magyar–jugoszláv határ mentén. A jugoszlávok úgy vélték, hogy a szovjet invázió valószínűsíthető vagy küszöbön áll, és ennek megfelelően védelmi terveket készítettek. Sztálinnak nem sokkal az 1948. júniusi Kominform-találkozó után a csehszlovák elnöknek Klement Gottwaldnak küldött üzenete arra utal, hogy Sztálin célja –  ezáltal annak hanyatlását idézve elő – Tito megdöntése helyett, Jugoszlávia elszigetelése volt. Tito elhiteltelenítésére a szovjetek segítettek Bulgáriának az ország jugoszláviai határa mentén (Vidin, Szlivnica és Dupnica) három titkosszolgálati állomás létrehozásában. Céljuk az volt, hogy csatornákat hozzanak létre a Tito elleni propagandaanyagok terjesztésére, és kapcsolatot tartsanak fenn a Jugoszlávián belüli Kominform-támogatókkal. Az is lehetséges, hogy Sztálint a beavatkozástól az Egyesült Államok válasza a koreai háború 1950-es kitörésére tántorította el.
Közvetlenül a szakítás után legalább egy sikertelen kísérlet történt egy, a szovjetek által támogatott jugoszláv katonai puccsra. Vezetője a jugoszláv vezérkari főnöke, Arso Jovanović vezérezredes, Branko Petričević vezérőrnagy, és Vladimir Dapčević ezredes voltak. Az összeesküvést meghiúsították, Jovanovićot pedig Versec közelében megölték a határőrök, miközben Romániába próbált menekülni. Petričevićet Belgrádban tartóztatták le, Dapčevićet pedig éppen akkor tartóztatták le, amikor éppen a magyar határt készült átlépni. 1952-ben a szovjet állambiztonsági minisztérium azt tervezte, hogy egy biológiai fegyverrel és egy Scavenger nevű méreggel meggyilkolja Titót, de mielőtt az összeesküvést megvalósíthatták volna Sztálin 1953-ban meghalt.
A keleti blokk politikájában a Jugoszláviával való szakítás az állítólagos titósták letartóztatásához és vádemeléséhez vezetett, amelynek célja az volt, hogy megerősítsék Sztálin ellenőrzését a blokk kommunista pártjai felett. Olyan magas rangú tisztségviselőkkel szemben folytattak le kirakatpereket, mint például az albán Xoxe, a Csehszlovák Kommunista Párt főtitkára Rudolf Slánský, a magyar belügyminiszter Rajk László, valamint a Bolgár Munkáspárt Központi Bizottsága főtitkára, Trajcso Kosztov. Albánia és Bulgária ezt követően elfordult Jugoszláviától, és teljesen a Szovjetunió ideológiai irányvonalához csatlakozott. A DSE Jugoszláviára való támaszkodásától függetlenül a KKE is a Kominform oldalára állt kinyilvánítva, hogy támogatja Jugoszlávia felosztását és Macedónia függetlenségét. 1949 júliusában Jugoszlávia megszakította a görög partizánok támogatását, mire a DSE szinte azonnal összeomlott.

## Fordítás
- Ez a szócikk részben vagy egészben  a   Tito–Stalin split című angol Wikipédia-szócikk ezen változatának fordításán alapul.  Az eredeti cikk szerkesztőit annak laptörténete sorolja fel. Ez a jelzés csupán a megfogalmazás eredetét és a szerzői jogokat jelzi, nem szolgál a cikkben szereplő információk forrásmegjelöléseként.

### Könyvek
- Auty, Phyllis. Yugoslavia's International Relations (1945–1965), Contemporary Yugoslavia: Twenty Years of Socialist Experiment. Berkeley, California: University of California Press, 154–202. o. (1969). ISBN 978-0-520-33110-5
- Banac, Ivo. With Stalin against Tito: Cominformist Splits in Yugoslav Communism. Ithaca, New York: Cornell University Press (1988). ISBN 0-8014-2186-1
- Introduction, The Diary of Georgi Dimitrov, 1933–1949. New Hven: Yale University Press, xv–xlviii. o. (2008). ISBN 978-0-300-13385-1
- The Economy, Yugoslavia, a Country Study, 2nd, Area handbook series, Washington, DC: U.S. Government Printing Office, 113–168. o. (1982)
- Jennings, Christian. Flashpoint Trieste: The First Battle of the Cold War. London, UK: Bloomsbury Publishing (2017). ISBN 978-1-5126-0172-5
- Judt, Tony. Postwar: A History of Europe Since 1945. New York, New York: Penguin Press (2005). ISBN 1-59420-065-3
- Kane, Robert B.. Corfu Channel Incident, 1946, War in the Balkans, 2nd, Santa Barbara, California: ABC-Clio, 76–77. o. (2014). ISBN 978-1-61069-030-0
- War and Peace on the Danube: The Evolution of the Croatia-Serbia Boundary. Durham, UK: International Boundaries Research Unit (2001). ISBN 978-1-897643-41-9
- The Tito–Stalin Split and Yugoslavia's Military Opening toward the West, 1950–1954: In NATO's Backyard. Lanham, Maryland: Lexington Books (2016). ISBN 978-1-4985-3934-0
- Lulushi, Albert. Operation Valuable Fiend: The CIA's First Paramilitary Strike Against the Iron Curtain. New York City, New York: Skyhorse Publishing (2014). ISBN 978-1-62872-394-6
- McClellan, Woodford. Postwar Political Evolution, Contemporary Yugoslavia: Twenty Years of Socialist Experiment. Berkeley, California: University of California Press, 119–153. o. (1969). ISBN 978-0-520-33110-5
- Ramet, Sabrina P.. The Three Yugoslavias: State-building and Legitimation, 1918–2005. Bloomington, Indiana: Indiana University Press (2006). ISBN 978-0-253-34656-8
- Reynolds, David. From World War to Cold War: Churchill, Roosevelt, and the International History of the 1940s. Oxford, UK: Oxford University Press (2006). ISBN 978-0-19-928411-5
- Theotokis, Nikolaos. Airborne Landing to Air Assault: A History of Military Parachuting. Barnsley, UK: Pen and Sword Military (2020). ISBN 978-1-5267-4702-0
- Tomasevich, Jozo. War and Revolution in Yugoslavia, 1941–1945: Occupation and Collaboration. Stanford, California: Stanford University Press (2001). ISBN 978-0-8047-0857-9
- Woodward, Susan L.. Socialist Unemployment: The Political Economy of Yugoslavia, 1945–1990. Princeton, New Jersey: Princeton University Press (1995). ISBN 0-691-08645-1
- Ziemke, Earl F.. Stalingrad to Berlin: The German Defeat in the East. Washington, D.C.: United States Army Center of Military History (1968). ISBN 978-0-88029-059-3

### Újságok
- Brands, Henry W. Jr (1987). „Redefining the Cold War: American Policy toward Yugoslavia, 1948–60”. Diplomatic History 11 (1), 41–53. o, Kiadó: Oxford University Press. DOI:10.1111/j.1467-7709.1987.tb00003.x. ISSN 0145-2096. JSTOR 24911740.
- Josipovič, Damir (2012). „Slovenian–Croatian Boundary: Backgrounds of Boundary-Making and Boundary-Breaking in Istria Regarding the Contemporary Boundary Dispute”. Geoadria, Zadar 17 (1), 25–43. o, Kiadó: Croatian Geographic Society, Geography Department of the University of Zadar. DOI:10.15291/geoadria.236. ISSN 1331-2294.
- Lees, Lorraine M. (1978). „The American Decision to Assist Tito, 1948–1949”. Diplomatic History 2 (4), 407–422. o, Kiadó: Oxford University Press. DOI:10.1111/j.1467-7709.1978.tb00445.x. ISSN 0145-2096. JSTOR 24910127.
- Mehta, Coleman (2011). „The CIA Confronts the Tito-Stalin Split, 1948–1951”. Journal of Cold War Studies, Cambridge, Massachusetts 13 (1), 101–145. o, Kiadó: MIT Press. DOI:10.1162/JCWS_a_00070. ISSN 1520-3972. JSTOR 26923606.
- Perović, Jeronim (2007). „The Tito–Stalin Split: A Reassessment in Light of New Evidence”. Journal of Cold War Studies 9 (2), 32–63. o, Kiadó: MIT Press. DOI:10.5167/uzh-62735. ISSN 1520-3972.